# Klinac
Klinac je mjesto u Sisačko-moslavačkoj županiji, administrativno u sastavu grada Petrinje, smješteno oko 8 km južno od grada, na prometnici Petrinja - Hrvatska Kostajnica.
Do sela Klinca se može stići putem iz sela Donja Budičina. 
U selu se nalaze ostaci gradinske utvrde  Klinac grad odnosno srednjovjekovnog burga (staroga grada). Gradinska utvrda Klinac sagrađena je na lokalitetu iz kasnog brončanog doba koji ima kontinuitet sve do starijeg željeznog doba i rimskih vremena.
Na poljanama i šumskim zajednicama u Klincu pronađena su bogata staništa nekoliko vrsti orhideja.
Klinac grad je kao jedna od najočuvanijih utvrda na Banovini zanimljivo odredište za izletnike i planinare. Gradsko poglavarstvo Grada Petrinje je stoga razradilo projekt Petrinja – razvojna vizija turističke destinacije u kojem je predviđeno uređivanje markirane planinarsko-rekreacijske staze "Stari gradovi petrinjskog kraja".

## Stanovništvo
Po popisu stanovništva Republike Hrvatske iz 2011. godine u Klincu je živjelo 27 osoba.
Broj stanovnika u posljednjih 150 godina kretao se ovako:
| 1857 | 1869 | 1880 | 1890 | 1900 | 1910 | 1921 | 1931 | 1948 | 1953 | 1961 | 1971 | 2001 | 2011 | 2019 |
| ---- | ---- | ---- | ---- | ---- | ---- | ---- | ---- | ---- | ---- | ---- | ---- | ---- | ---- | ---- |
| 131  | 139  | 153  | 179  | 205  | 248  | 231  | 246  | 198  | 217  | 235  | 210  | 28   | 27   | 16   |

| broj stanovnika | 131   | 139   | 153   | 179   | 205   | 248   | 231   | 246   | 198   | 217   | 235   | 210   | 192   | 147   | 28    | 27    | 16    |
|                 | 1857. | 1869. | 1880. | 1890. | 1900. | 1910. | 1921. | 1931. | 1948. | 1953. | 1961. | 1971. | 1981. | 1991. | 2001. | 2011. | 2021. |

## Vanjske poveznice
- Službene stranice grada Petrinje
- Akcijski plan razvoja turizma destinacije Petrinja  Arhivirana inačica izvorne stranice od 27. travnja 2017. (Wayback Machine)
- Turistička zajednica grada Petrinje
- Foto reportaža s planinarenja na Klinac grad